# Alfred Loomis
Alfred Loomis (Tuxedo Park, 15 de abril de 1913 — Nova Iorque, 7 de setembro de 1994) foi um banqueiro e velejador estadunidense, campeão olímpico. Ele competiu nos Jogos Olímpicos de Verão de 1948 na classe 6 Metre e conquistou a medalha de ouro a bordo do Uanoria com Herman Whiton, James H. Smith Jr., Michael Mooney e James Weekes.
Ele se formou na Universidade Harvard em 1935 e na Harvard Law School em 1939. Em 1977, ele era gerente do sindicato Independence-Courageous, a equipe de iatismo que defendeu com sucesso a Copa América naquele ano.